# Transzpozon

Baktérium DNS-transzpozonjának felépítése

A transzpozonok olyan DNS-szakaszok, amelyek képesek megváltoztatni helyüket a genomon belül. Ezt a retrotranszpozonok maguk lemásolásával és a másolat más helyre beillesztésével végzik, vagy önmagukat vágják ki és illesztik át (DNS-transzpozonok). Ha a cél helyén egy működő gén van, azt mutációt okozva tönkretehetik. A transzpozonokat először leíró Barbara McClintock 1983-ban Nobel-díjat kapott felfedezéséért.
Az eukarióta genomok tekintélyes hányada transzpozon: arányuk az emberben kb. 44%, a kukoricában több mint 85%.

## Felfedezése
A transzpozonokat Barbara McClintock fedezte fel kukoricagenetikai kísérletei során a Cold Spring Harbor Laboratory-ban. McClintock az 1940-es években olyan kukoricatörzset tenyésztett ki, amely önbeporzások hosszú sorából származott és a 9. kromoszómájának vége letört. A növényeken szokatlan elszíneződéseket figyelt meg, például az egyik levélen két egyforma fehér foltot talált egymás mellett. McClintock feltételezte, hogy a sejtek osztódásuk során géneket veszíthettek el, de amikor megvizsgálta a kromoszómáikat, azt találta, hogy annak egyes kis régiói a kromoszóma más részére vándoroltak át. Ez ellentmondott a korabeli nézeteknek, miszerint a géneknek fix helyük van a kromoszómán belül. McClintock ugráló génjei nemcsak elmozdultak, de más géneket is ki- vagy bekapcsoltak közben és az általuk okozott mutációk visszafordíthatónak bizonyultak. McClintock 1951-ben publikálta felfedezéseit, amelyeket a tudományos közvélemény közönnyel fogadott. Csak az 1960-as évek végén ismerték fel kutatásainak jelentőségét, amikor hasonló jelenségeket találtak baktériumokban is és 1983-ban orvostudományi Nobel-díjjal jutalmazták.
Miután megszekvenálták a kukorica genomját, kiderült, hogy kb. 85%-ban transzpozonokból áll, míg az ember genetikai anyagának 44%-át teszik ki.

## Osztályozása
A transzpozonok a mobilis genetikai elemek közé tartoznak. Az "ugrás" mechanizmusa alapján két nagyobb csoportjukat különböztetjük meg. Az I. csoport a "másolás és beillesztés" módszert, a II. csoport pedig a "kivágás és beillesztést" alkalmazza.

### I. csoport (retrotranszpozonok)
Az ebbe a csoportba tartozó transzpozonok két fázisban másolják magukat: előbb a transzpozont alkotó DNS-szakaszról RNS-másolat készül, amit aztán egy reverz transzkriptáz enzim (amit többnyire maga a transzpozon kódol) DNS-sé ír vissza. Az utóbbi aztán más enzimek a kromoszóma egy másik helyén beillesztik a genomba. Ezek az úgynevezett retrotranszpozonok, szaporodásuk (másolódásuk) hasonlít a retrovírusokéra.
A retrotranszpozonokat további három csoportba osztják:
- amelyek végén hosszú, ismétlődő DNS-szekvencia (long terminal repeat, LTR) található; ezek a retrovírusokhoz hasonlítanak és tartalmazzák a reverz transzkriptáz génjét
- Hosszú megszakított nukleáris elemek (long interspersed nuclear elements, LINE), nincs LTR-ük, reverz transzkriptázt kódolnak, a sejt RNS-polimeráz II-je írja át őket
- Rövid megszakított nukleáris elemek (short interspersed nuclear elements, SINE), nincs LTR-ük és reverz transzkriptázuk és a sejt RNS polimeráz III-a írja át őket.

A retrovírusok sok szempontból a retrotranszpozonokhoz hasonlóan viselkednek. Miután bejutottak a sejtbe, RNS-ből álló genomjukat DNS-sé írják át és beillesztik a gazdasejt genomjába (ún. provírus). Később erről a szakaszról RNS-másolatok készülnek. Életciklusok hasonlósága alapján feltételezik, hogy távoli rokonságban állhatnak egymással.

### II. csoport (DNS-transzpozonok)
Ennek a csoportnak a tagjai nem használnak RNS-intermediert az ugráshoz, hanem a transzpozáz enzim kivágja őket a genomból és beilleszti őket egy másik helyre. Az enzim felismeri a transzpozon végét jelentő szekvenciát és egy aszimmetrikus vágást ejt a kétszálú DNS-en: az egyik szál vége kicsit túlnyúlik a másikon, ún. "ragadós véget" hozva létre. A célhelyet ugyanígy elvágva az egymáshoz illeszkedő ragadós végek összetapadnak és egy ligáz enzim kovalensen összeköti őket. A mechanizmusból következik, hogy nem tudnak bárhová beilleszkedni, hanem rövid, ismétlődő szekvenciájú szakaszra van szükségük, amit a transzpozáz felismerhet. Ha ritkán is, de a DNS-transzpozonok is megkettőződhetnek, ha a sejtosztódás előtt aktiválódnak, amikor a genom másolása folyik. Ha éppen akkor ugranak át, amikor a kiindulási helyük már lemásolódott, de a célállomás még nem, akkor az újonnan szintetizált kromoszómában egy helyett két példányban lesznek jelen. Egyes DNS-transzpozonok nem a fenti kivágás-beillesztés modell alapján ugranak, hanem a prokariótákban is ismert guruló kör szerint másolják le magukat (helitronok).
A II. csoportbeli transzpozonok a humán genom kb. 2%-át teszik ki, vagyis a retrotranszpozonok jóval gyakoribbak.

### Autonóm és nem nem-autonóm transzpozonok
A mobilis genetikai elemek aszerint is csoportosíthatóak, hogy képesek-e önállóan átvándorolni a genom egy másik helyére, vagy ehhez egy másik transzpozon segítségére van szükségük. A segítség többnyire a transzpozáz vagy reverz transzkriptáz enzimeket jelenti, ami a nem-autonómok esetében nem működik vagy hiányzik. Az I. és II. csoportban is előfordulnak nem-autonóm transzpozonok.
A Barbara McClintock által felfedezett aktivátor elem (Ac) autonóm, míg a szintén általa leírt disszociációs elem  (Ds) nem-autonóm transzpozon. Utóbbinak az előbbi segítségére van szüksége az átugráshoz.

## Példák
- Barbara McClintock a kukoricában megfigyelte az elemek kromoszómán belüli inzercióját, delécióját vagy transzlokációját, amelyek többek között a növény magszínének változását okozták. Az általa leírt Ac/Ds elemek a II. típusú, vagyis DNS-transzpozonok közé tartoznak. Hasonló, Ac-szerű transzpozonokat dohányban is felfedeztek.[9]
- az ecetmuslica (Drosophila melanogaster) egyik transzpozon-családját P-elemeknek nevezik. A jelek szerint csak a 20. század közepén jelent meg a fajban és az utóbbi 50 évben minden populációjában elterjedt. A mesterséges P-elemeket laboratóriumban használják fel arra, hogy idegen géneket vigyenek be a muslica genomjába.[10][11][12]
- a baktériumok transzpozonjai sok esetben olyan gént is tartalmaznak, amelynek nincs közvetlen hatása az áthelyeződéshez; gyakran olyat, amely rezisztenciát biztosít egy antibiotikummal szemben. A baktériumokban a transzpozonok a genomból átugorhatnak a plazmidokra (és vissza), lehetőséget biztosítva egyedi génkombinációk összeállítására és ezen a módon létrejöhetnek több antibiotikumra is immunis törzsek.
- az ember leggyakoribb transzpozonja az Alu-elem. A kb. 300 bázispár hosszú szakasz 300 ezer-egymillió közötti példányban van jelen a genomban, amelynek 15-17%-át teszi ki.[13]
- a Mariner-szerű elemeket muslicában fedezték fel, de emberben és számos más fajban is megtalálható.[14] Ez a DNS-transzpozon rendkívül könnyen ugrik át egyik fajról a másikra, egysejtű protozoákban (Trichomonas vaginalis-ban) is felfedezték .[15][16] Az emberi genom mintegy 14 ezer példányt tartalmaz belőle.[17]
- az élesztőgombának (Saccharomyces cerevisiae) öt, egymástól jól elkülöníthető retrotranszpozon-családja van: Ty1, Ty2, Ty3, Ty4 és Ty5.[18]

## Genetikai betegségekben
Mivel a transzpozonok megváltoztatják a genom nukleotidsorrendjét, ezért mutagének és genetikai betegséget okozhatnak. Ennek mechanizmusai különbözőek lehetnek:
- ha a transzpozon beilleszkedik egy génbe, akkor nagy valószínűséggel működésképtelenné teszi
- ha a DNS-transzpozon kivágódik a génből, van rá esély, hogy ez nem tökéletesen történik és nem áll helyre a beillesztés előtti állapot
- a sok ezres példányszámban jelen levő transzpozonok (pl. Alu) megzavarhatják a sejtosztódás során a kromoszómák páros elrendeződését, aszimmetrikus crossing overt és kromoszómaduplikációt okozhatnak

Transzpozonok beépülése A és B típusú hemofíliával, immundeficienciával, porfíriával, Duchenne-izomdisztrófiával vagy rákra való hajlammal járhat. Kimutatták, hogy a VIII. véralvadásfaktor génjébe beékelődő LINE1 transzpozon vérzékenységet, az APC génben pedig vastagbélrákot okozott.
Ezenfelül egyes transzpozonok a saját génjeik kifejezését szabályozó erős promotereket tartalmaznak, amelyek a szervezet génjeit befolyásolva különböző kórtüneteket hozhatnak létre.
Egy vizsgálat eredménye szerint élesztőben a Ty1 retrotranszpozon minimum néhány havonta, maximum néhány évente aktiválódik és ugrik át új helyre a genomon belül. Egyes transzpozonoknak a hősokkproteinekéhez hasonló a promotere és a sejtet érő stresszhatások meggyorsíthatják a transzpozíciót.

## Szerepük az evolúcióban
A transzpozonok eredete bizonytalan. Minden életformában jelen vannak, ezért lehetséges, hogy a baktériumok, eukarióták és ősbaktériumok közös ősében is megtalálható volt; de az is, hogy később jöttek létre és elterjedtek a fajok között, vagy egymástól függetlenül többször is kialakultak. Bár néha hasznot hajtanak hordozójuknak, alapvetően a genom "DNS-szemét" részének tartják, olyan "önző DNS"-nek, amelynek nincs hasznos funkciója. Ebből a szempontból a vírusokra emlékeztetnek, amelyek egy részéhez némileg hasonlít a felépítésük. Vannak olyan feltételezések, hogy közös ősük volt, vagy egyik a másikból alakult ki, bár az vitatott, hogy melyik volt az elsődleges.
Mivel a transzpozonok tönkretehetik a fehérjekódoló géneket, a sejtek védekeznek túlzott elszaporodásuk ellen. Rövid RNS-szakaszokat (piRNS, siRNS) termelnek, amelyek a transzpozonokhoz kötve gátolják azok működését. vagy DNS-metilációval, kromatincsomagolással elérik hogy ne aktiválódhassanak. Ezekkel a módszerekkel elérik, hogy a 80-90%-ban transzpozonból álló genomok is működőképesek maradnak.
A feltételezések szerint a humán genom 17%-át kitevő LINE1 szekvenciák közül mindössze száz darab lehet működőképes. Emberi sejtekben az RNS-interferencia gátolja az aktivitásukat. Ha ezt a mechanizmust kísérletileg gátolták, a LINE1 átíródás gyakorisága megnőtt.
A transzpozonok meggyorsíthatják a szervezetek evolúciós fejlődését. Az általuk okozott aszimmetrikus crossing over révén a egyes gének duplikálódnak és míg az eredeti példány ellátja eredeti szerepét, a fölösleges kópia új funkciót találhat. Az T- és B-limfociták rendkívül változatos antigénfelismerő receptorainak létrejötte a transzpozíció mechanizmusához hasonlóan történik, lehetséges, hogy kifejlődésében szerepük volt a transzpozonoknak. Egyes mobilis genetikai elemek olyan géneket hordoznak, amelyek hasznára vannak a szervezetnek, például ellenállóvá teszik bizonyos vegyületekkel szemben. Eddig több mint 40 olyan antibiotikum-rezisztencia- vagy virulenciagént fedeztek fel, amely transzpozonok segítségével terjed a fajok között.
A molekuláris genetikai kutatásokban és a biotechnológiában a transzpozonokat arra használják, hogy géneket juttassanak be velük a genomba (vektor) vagy visszafordítható módon kikapcsoljanak egy meglévő gént. Az erre a célra kifejlesztett Csipkerózsika-transzpozonrendszer 2009-ben elnyerte a Science magazin Év molekulája díját.

## Fordítás
- Ez a szócikk részben vagy egészben  a   Transposable element című angol Wikipédia-szócikk ezen változatának fordításán alapul.  Az eredeti cikk szerkesztőit annak laptörténete sorolja fel. Ez a jelzés csupán a megfogalmazás eredetét és a szerzői jogokat jelzi, nem szolgál a cikkben szereplő információk forrásmegjelöléseként.